# 나가시마 게이이치로
나가시마 게이이치로(일본어: 長島 圭一郎, ながしま けいいちろう, 1982년 4월 20일~)는 일본의 스피드스케이팅 선수이다.
홋카이도 나카가와 군의 이케다정 출신으로, 어린 시절부터 스케이트를 탔으며 니혼 대학교 진학 후 국가대표로 활동했다. 2006년 토리노 동계 올림픽에 참가, 500m·1000m에 출전했다. 2006년~2007년 월드컵 500m에서 종합 2위를 했다. 2009년 1000m에서 1분 08초09로 일본 신기록을 세웠다. 세계 스프린트 선수권 대회에서 2009년 2위, 2010년 3위에 올랐다. 캐나다 밴쿠버에서 열린 2010년 동계 올림픽 500m에서 대한민국의 모태범에 1·2차시기 합계 0.16초 뒤지는 기록으로 은메달을 획득하였다.